# Памятник Степану Халтурину
Памятник Степану Николаевичу Халтурину — памятник монументального искусства, объект культурного наследия федерального значения России. Посвящён одному из первых русских рабочих-революционеров, организатору теракта 1880 года в Зимнем дворце, участнику «Северного союза русских рабочих» Степану Николаевичу Халтурину. Находится в парке на Московской улице Кирова. Один из старейших памятников города — открыт 7 ноября 1923 года. Воздвигнут по ленинскому плану монументальной пропаганды.
Авторы памятника: скульптор Н. И. Шильников, архитектор И. А. Чарушин. Скульптура была изготовлена в Москве и по частям перевезена в Вятку.
Высота памятника составляет 8,2 м, статуи — 2,7 м и постамента — 5,5 м. На постаменте размещена памятная доска с надписью «Степан Халтурин. 1856—1882».